# Saint-Nazaire (Pyrénées-Orientales)
Saint-Nazaire település Franciaországban, Pyrénées-Orientales megyében. Lakosainak száma 2786 fő (2022. január 1.). Saint-Nazaire Canet-en-Roussillon, Alénya, Saleilles és Cabestany községekkel határos.

## Népesség
A település népessége az elmúlt években az alábbi módon változott:
| Lakosok száma | 2542 | 2577 | 2633 | 2688 | 2716 | 2784 | 2784 | 2785 | 2786 |
|               | 2013 | 2015 | 2016 | 2017 | 2018 | 2019 | 2020 | 2021 | 2022 |